# Nasser Djiga
Yacouba Nasser Djiga (Bobo-Dioulasso, 15 november 2002) is een Burkinees voetballer die bij voorkeur als  centrale verdediger speelt. Hij tekende in 2025 voor Wolverhampton Wanderers. In 2022 debuteerde Djiga voor Burkina Faso.

## Clubcarrière
FC Basel haalde Djiga in 2021 weg bij het Burkinese Vitesse FC en verhuurde hem aan Nîmes Olympique en Rode Ster Belgrado. De Servische topclub nam hem in 2024 over voor drie miljoen euro en verkocht hem enkele maanden later door voor het vierdubbele aan Wolverhampton Wanderers, dat twaalf milljoen euro veil had voor de Burkinese international.

## Interlandcarrière
Op 24 maart 2022 debuteerde Djiga voor Burkina Faso tegen Kosovo.